# Верховье-1 (Псковская область)
Верховье-1 — деревня в Гдовском районе Псковской области России. Входит в состав Чернёвской волости.
Расположена в 11 км к юго-востоку от волостного центра Чернёво и в 37 км к юго-востоку от Гдова, в междуречье рек Гать и Ужовка у впадения их в Плюссу.

## Население
Численность населения деревни на 2000 год составляла 4 человека, по переписи 2002 года — 7 человек.